# Devia (San Nicandro Garganico)
Devia era un antico casale situato sul Monte Devio (o d'Elio), tra i laghi costieri di Lesina e Varano, nel Gargano settentrionale. La sua origine è probabilmente bizantina.

## Geografia
È situato in agro di San Nicandro Garganico su un pianoro in direzione del mare, da cui è possibile spaziare con lo sguardo sulla piana di Sagri, sulla Laguna di Lesina, le Isole Tremiti e, nelle giornate più terse, fino al Gran Sasso e ai monti marchigiani. Il sito dista, in linea d'aria, circa un chilometro da Torre Mileto.

## Storia
Il primo documento relativo all'insediamento è redatto a Lesina nel 1032: Giovanni, vescovo di Lucera, concede all'abbazia benedettina di Tremiti la chiesa di S. Maria iuxta litus maris; l'abate di Tremiti si impegna al pagamento di cinque soldi d'oro da versare vita natural durante al vescovo concedente.
Con un "Atto" rogato nel primo anno di regno dell'Imperatore Costantino Monomaco (1042), i fratelli Schypillo (prete) e Luppolo, alla presenza di Andrea Juppano, vendono a Leone, monaco e presbitero del Monastero di Santa Maria 'iuxta mare' , una terra prossima al Monastero
Non si hanno notizie certe circa la sua fondazione, ma vi è attestata, nell'XI secolo, una comunità di origine slava governata da un juppàno. L'economia del casale si fondava principalmente sull'agricoltura. Devia fu abbandonata dai suoi abitanti verso la fine del XIV secolo, probabilmente a causa delle incursioni saracene provenienti da direttrici marine. Per un certo periodo sopravvissero alcune chiese sparse nel suo territorio, tra queste la chiesa di San Michele Arcangelo (situata nella Grotta dell'Angelo) e la chiesa di Santa Maria di Devia.

Nei secoli successivi il complesso di Devia conobbe alterne fortune fino al 1744, anno in cui fu lasciato dagli eremiti che l'avevano abitato da un'epoca non precisata .

## La Chiesa di Santa Maria
Unica e importante testimonianza è rimasta la chiesa di Santa Maria, un gioiello del romanico pugliese, in cui si custodiscono cicli di affreschi dal gusto bizantineggiante, datati tra i secc. XII e XIV.
È a pianta basilicale, a tre navate absidate.
Nel periodo successivo all'abbandono dell'abitato, l'edificio venne custodito dagli eremiti, che incontrarono non poche difficoltà per mantenere in piedi una costruzione di siffatte dimensioni. Dopo la loro estinzione, la chiesa fu abbandonata all'incuria e destinata a ricovero di animali fino al crollo della copertura, che rese l'edificio inutilizzabile per secoli.

## Galleria d'immagini

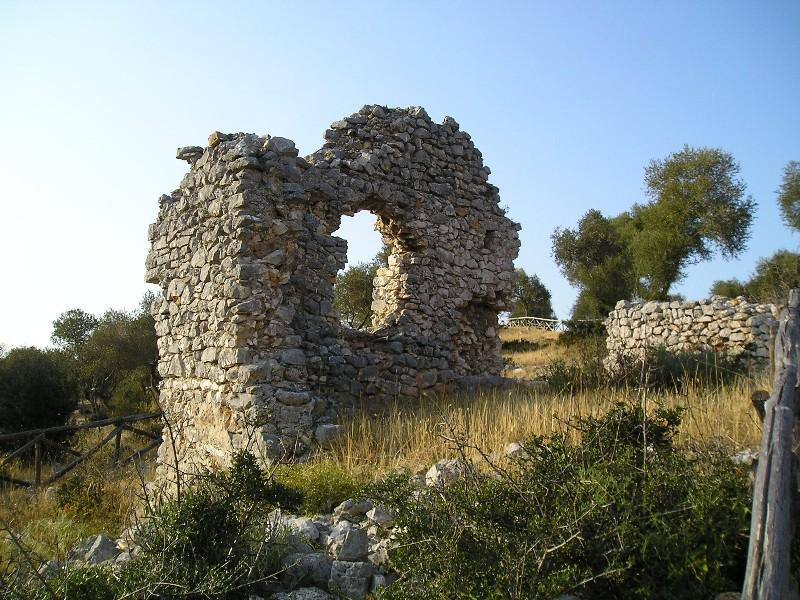
Ruderi di un edificio nei pressi di Devia.
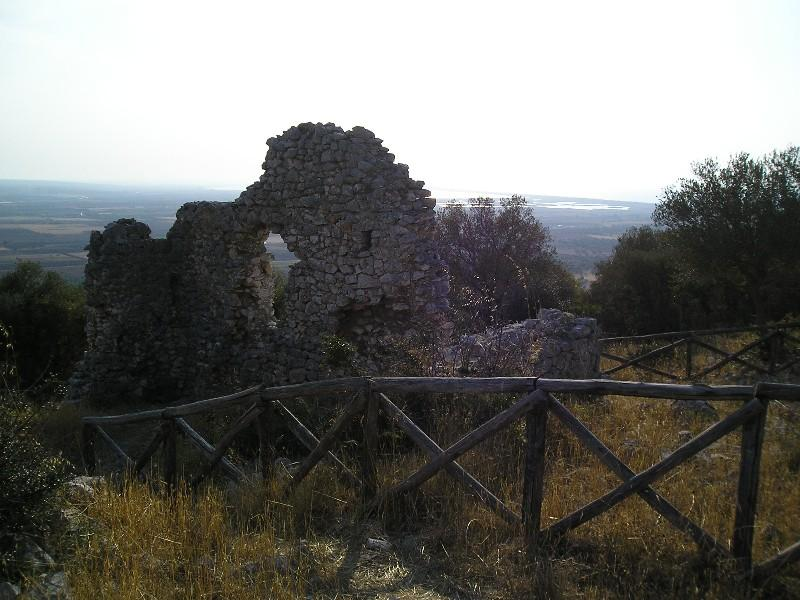
Ruderi di un edificio nei pressi di Devia.
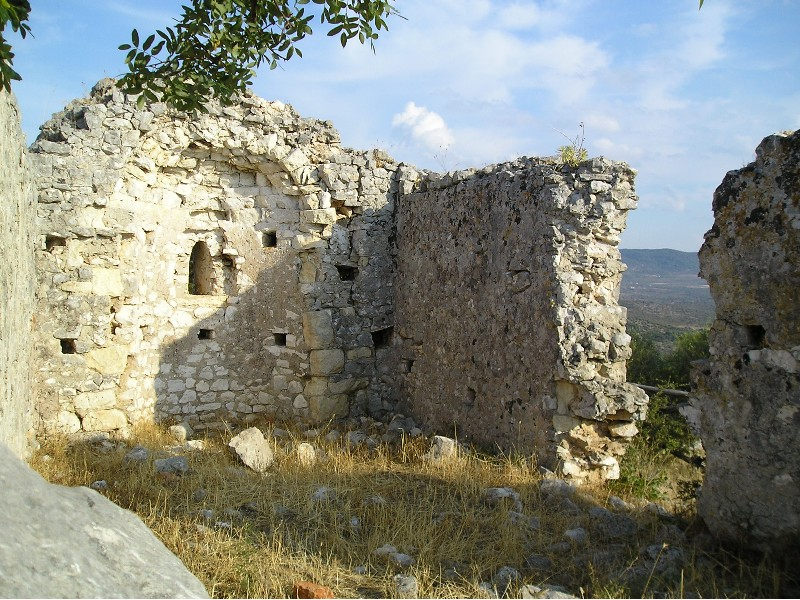
Ruderi di una piccola chiesa nei pressi di Devia.